# Haacht
Haacht este o comună în provincia Brabantul Flamand, în Flandra, una dintre cele trei regiuni ale Belgiei. Comuna este formată din localitățile Haacht, Tildonk și Wespelaar. Suprafața totală este de 30,57 km². Comuna Haacht este situată în zona flamandă vorbitoare de limba neerlandeză a Belgiei. La 1 ianuarie 2008 comuna avea o populație totală de 13.894 locuitori.
1. ↑  Crossroad Bank of Enterprises, accesat în 20 iulie 2023